# Hoeneodes sinensis
Hoeneodes sinensis är en fjärilsart som beskrevs av Caradja 1937. Hoeneodes sinensis ingår i släktet Hoeneodes och familjen mott. Inga underarter finns listade i Catalogue of Life.